# USS
USS або U.S.S. (англ. United States Ship — корабель США) — зазвичай префікс на позначення кораблів ВМС США.